# Jan Kołodziej (bokser)

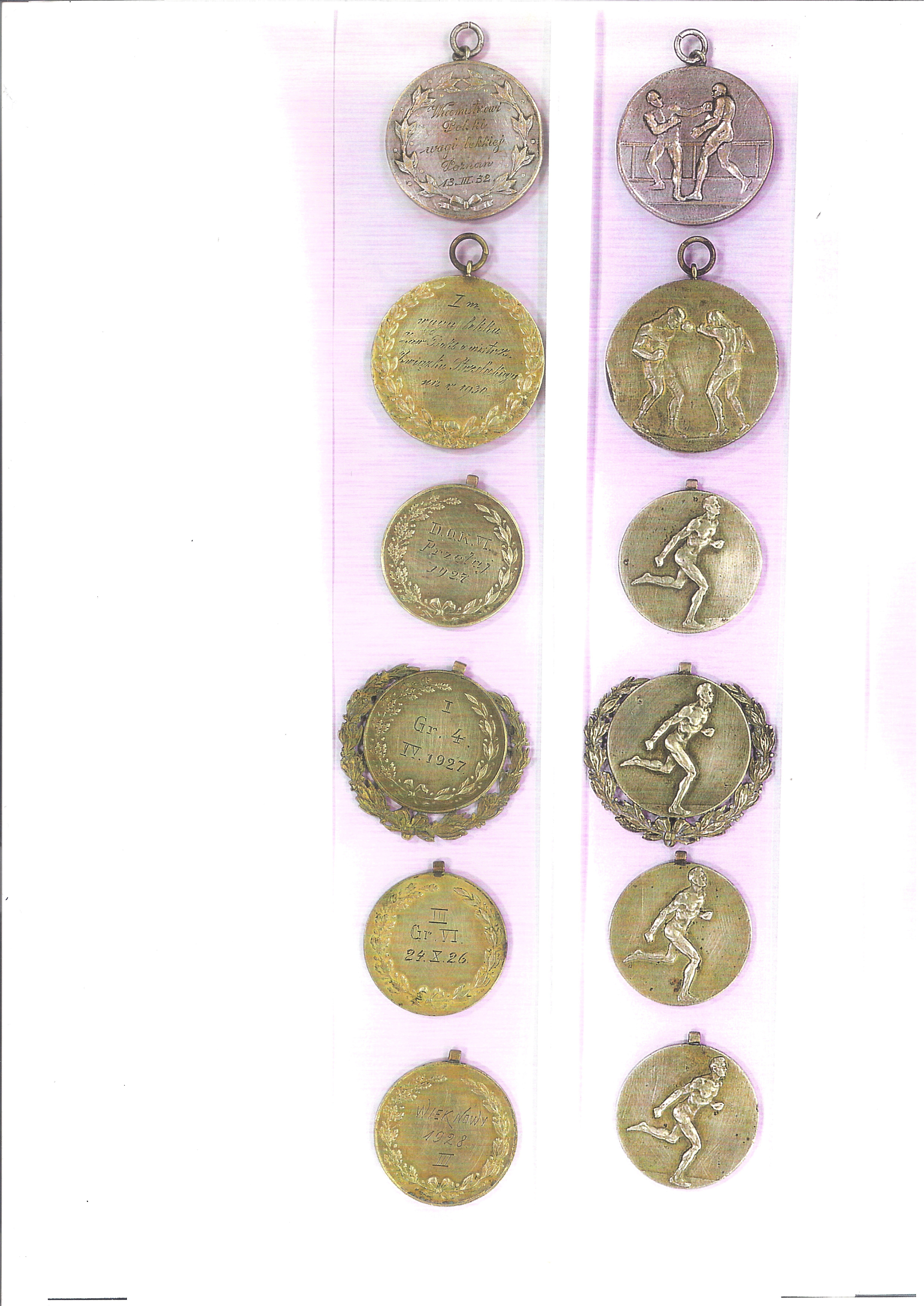
Wicemistrzostwo Polski wagi lekkiej 13 III 1932 r., w Poznaniu;I m. waga lekka Zaw. Boks o mistrz. Związku Strzeleckiego na r. 1930;I O.K. VI Przelaj 1927 r.;I Gr. 4 IV 1927;III Gr. VI 24 X 1926 r.;Wiek Nowy 1928 III.

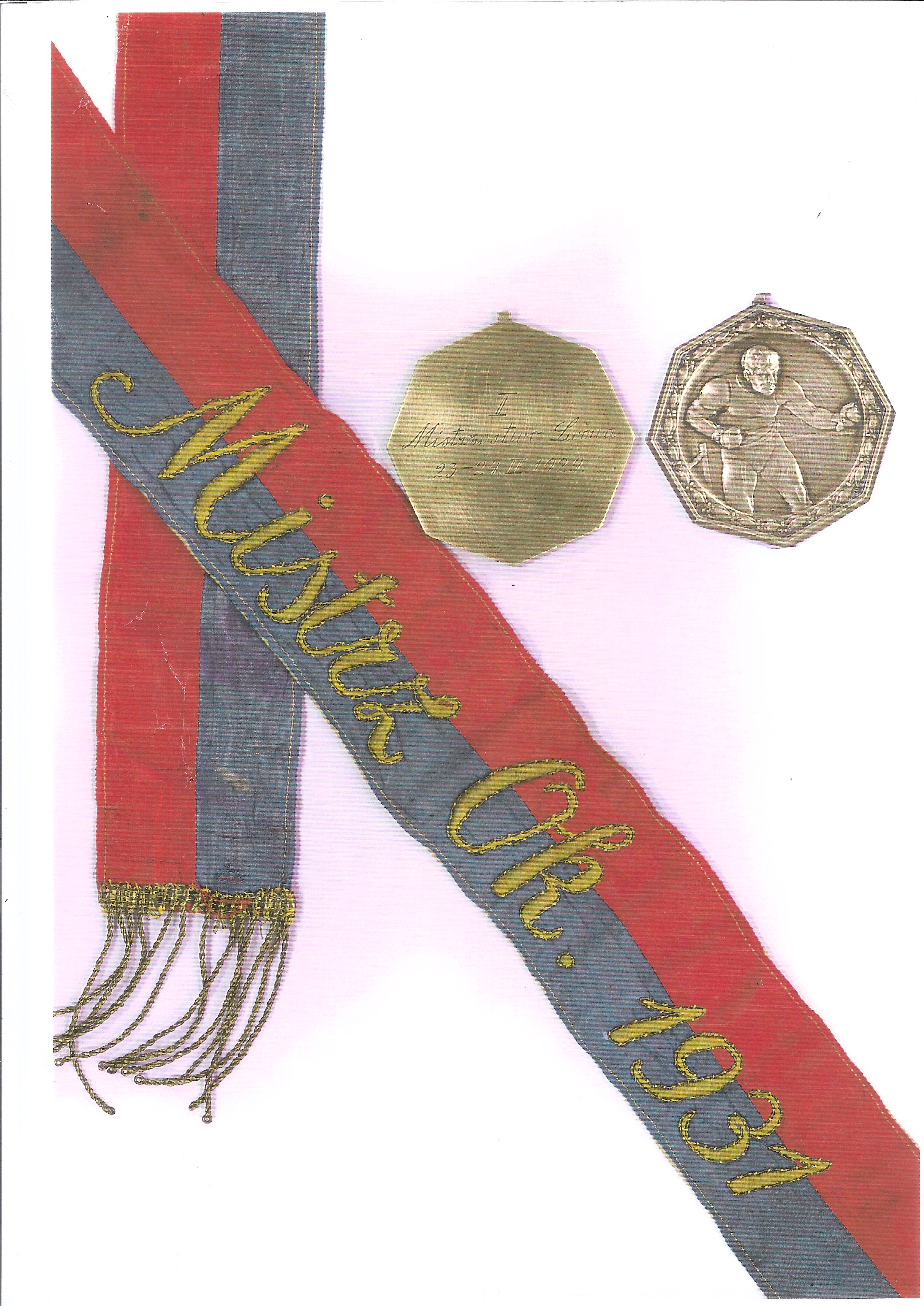
Szarfa Mistrz Ok. 1931 i medal I Mistrzostwo Lwowa w boksie 23-24 II 1929 r.

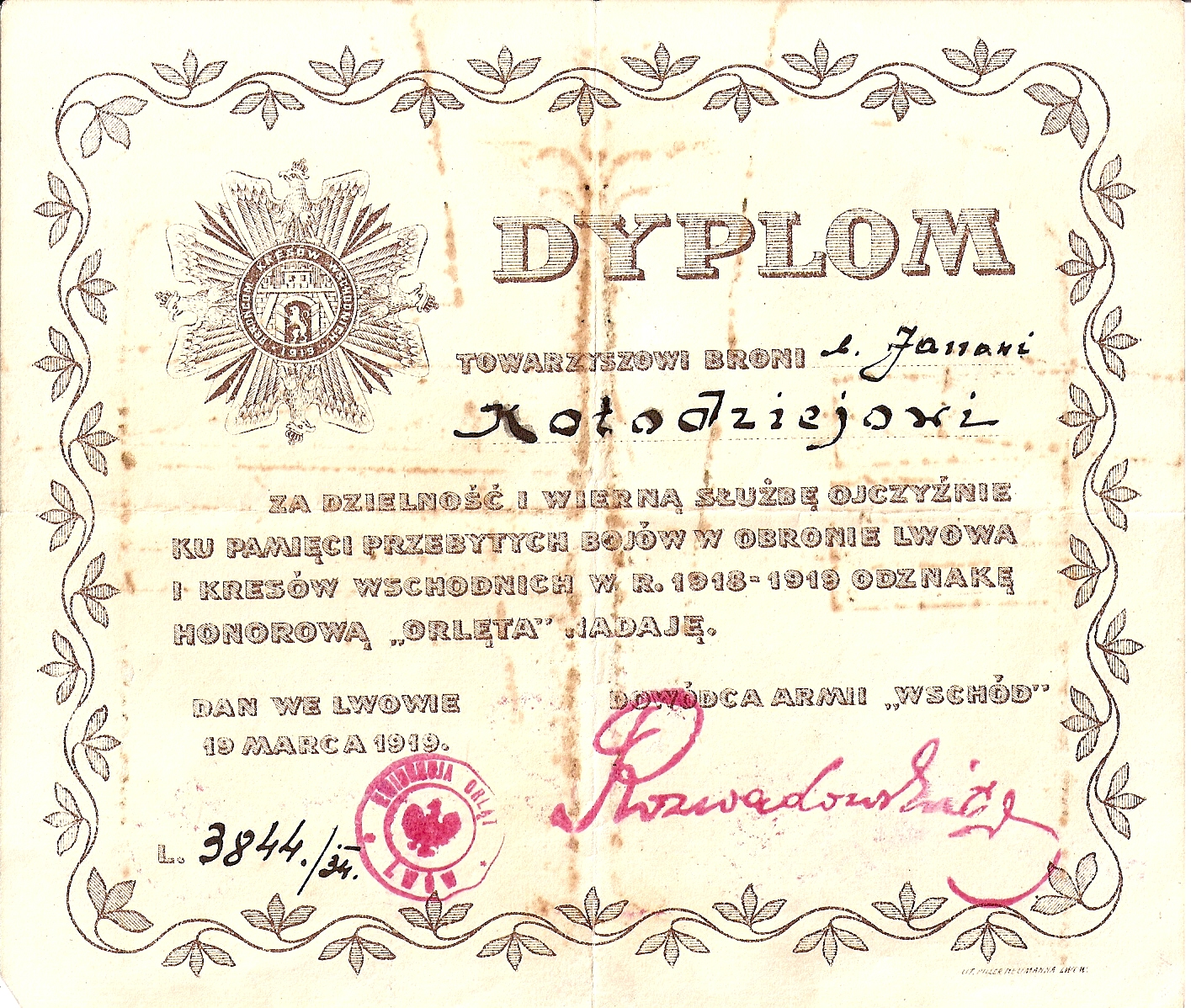
Dyplom Odznaki Honorowej "Orlęta"

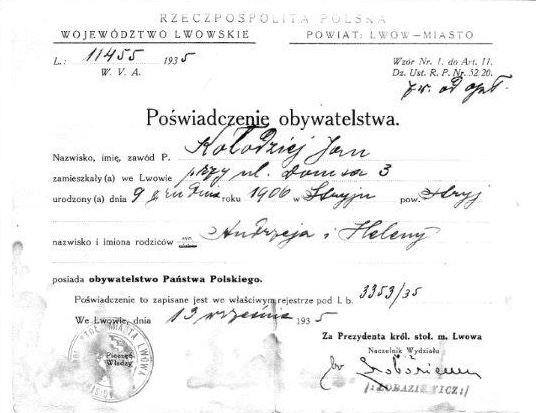
Poświadczenie posiadania obywatelstwa Państwa Polskiego

Jan Kołodziej (ur. 9 grudnia 1906 w Stryju, zm. 26 kwietnia 1944 w Warszawie) – polski sportowiec okresu międzywojennego, lekkoatleta, bokser, wicemistrz Polski 1932 w boksie wagi lekkiej. Urzędnik bankowy i przedsiębiorca. Walczył w Orlętach Lwowskich. Należał do Związku Strzeleckiego.

## Życiorys
Absolwent Wyższej Szkoły Handlu Zagranicznego (od 1937 Akademia Handlu Zagranicznego) we Lwowie. Przed drugą wojną światową pracował jako urzędnik bankowy w jednym z banków w Gdyni, oraz był właścicielem sklepu sportowego na Oksywiu. W pierwszych dniach wojny, 1939 r., o godzinie 4 nad ranem wysiedlony wraz z żoną z mieszkania w Gdyni. Stracił wszystko, przeniósł się do Warszawy, gdzie zmarł tragicznie, zastrzelony niedaleko własnego domu. Został pochowany na Powązkach. W wyniku spalenia się dokumentacji cmentarza powązkowskiego, obecnie nie ma informacji o lokalizacji grobu. Grób symboliczny znajduje się na Cmentarzu Bródnowskim.

## Życie prywatne
Syn Andrzeja, pracownika Kolei Lwowskiej i Heleny, z domu Chruszczak. Jego żoną była Miranda (Mira) Kołodziej, z domu Nagalska. Miał córkę Annę. Mieszkał we Lwowie, przy ul. Domsa 3, następnie w Gdyni, przy ul. Świętojańskiej 104 oraz w Warszawie na Saskiej Kępie.

## Medale
- Reprezentując barwy klubu Czarni Lwów zdobył Wicemistrzostwo Polski wagi lekkiej 13 III 1932 r., w Poznaniu
- Mistrz Ok. 1931 (szarfa)
- I m. waga lekka Zaw. Boks o mistrz. Związku Strzeleckiego na r. 1930
- Mistrzostwo Lwowa w boksie 23-24 II 1929 r.
- Wiek Nowy 1928 III
- I O.K. VI Przełaj 1927 r.
- I Gr. 4 IV 1927
- III Gr. VI 24 X 1926 r.

## Ordery i odznaczenia
- Odznaka Honorowa „Orlęta”